# تکه‌قایه
تکه‌قایه (به لاتین: Təkəqaya) یک منطقه مسکونی در جمهوری آذربایجان است که در شهرستان کلبجر واقع شده‌است.